# Joyce Carol Oates
Joyce Carol Oates (Lockport, Nueva York, 16 de junio de 1938) es una novelista, cuentista, poeta, dramaturga, ensayista y editora estadounidense, que también utiliza para escribir los pseudónimos de Rosamond Smith y Lauren Kelly. Con más de cien libros publicados y numerosos premios obtenidos, es una de las grandes escritoras estadounidenses de todos los tiempos. Sus novelas Agua negra (1992), What I Lived For (1994) y Blonde (2000), y sus colecciones de cuentos La rueda del amor y otras historias (1970) y Mágico, sombrío, impenetrable (2014) fueron finalistas para el Premio Pulitzer. Ha obtenido muchos galardones por su escritura, incluido el National Book Award por sus novelas Ellos (1969) y Violación: una historia de amor (2013), el Premio O. Henry, el Bram Stoker Award, el PEN/Malamud Award, el Prix Fémina, el Premio BBK Ja! Bilbao, el Premio Jerusalén y el Premio Mundial Cino Del Duca. En 2011 recibió la National Humanities Medal, el más alto galardón civil del gobierno estadounidense en el campo de las humanidades, y en 2012 el Premio Stone de la Oregon State University por su carrera literaria. Es candidata habitual al Premio Nobel de Literatura. 
Oates enseñó en la Universidad de Princeton (Nueva Jersey) de 1978 a 2014, de la cual es profesora emérita. Es profesora invitada en la Universidad de California, Berkeley, donde enseña ficción corta.

## Trayectoria
Oates nació en Lockport (Nueva York) y creció en el campo, en una granja. Asistió a la misma pequeña escuela que su madre. Empezó a escribir con una máquina de escribir regalo de su abuela cuando contaba catorce años de edad. Pronto destacó en los estudios y trabajó en el periódico de su instituto, el Williamsville High School. Obtuvo una beca para la Universidad de Syracuse. Allí ganó su primer galardón literario en un concurso patrocinado por la revista Mademoiselle. Tenía diecinueve años. Tras graduarse en 1960, obtuvo un posgrado en la Universidad de Wisconsin-Madison en 1961.
Enseñó en la Universidad de Detroit y logró publicar su primera novela, With Shuddering Fall, a los veintiséis años. Su novela them recibió el National Book Award en 1970. En ese momento Oates empezó a enseñar en la Universidad de Windsor (Windsor, Ontario, Canadá), donde permaneció hasta 1978. Desde entonces ha publicado una media de dos libros por año, la mayoría novelas. 
Es miembro de la asociación Mensa. Y también de la mesa directiva de la fundación John Simon Guggenheim Memorial Foundation. Desde 1978 es miembro de la Academia Estadounidense de las Artes y las Letras. Ha sido candidata al Premio Nobel de Literatura en varias ocasiones.
Trabajó asimismo como editora asociada de varias publicaciones editadas por su primer marido, Raymond J. Smith (1930-2008), que murió en febrero de 2008, tras cuarenta y ocho años de matrimonio; esa experiencia ha sido narrada en Memorias de una viuda (2011), relato de un duelo prolongado, seguido de una reflexión sobre los huecos existentes en su pasado, al descubrir papeles familiares. En marzo de 2009 se casó con el neurólogo Charles Gross, profesor como ella en Princeton, que falleció en 2019.

## Estilo y temas
Sus temas son variados: la pobreza rural, los abusos sexuales, las tensiones de clase, el afán de poder, la niñez y adolescencia de las mujeres y el terror sobrenatural. La violencia es una constante en su obra, hasta el punto de que el tema movió a Oates a escribir el ensayo Why Is Your Writing So Violent?. Es muy apreciado su ensayo sobre el deporte del boxeo De boxeo.
Su muy antologado cuento Where Are You Going, Where Have You Been? («¿Adónde vas, dónde has estado?», 1966) está lejanamente basado en las andanzas del asesino en serie Charles Schmid, el Flautista de Tucson, y dedicado a Bob Dylan  luego de que Oates oyera su canción «It's All Over Now, Baby Blue». Fue la base para la película Smooth Talk, protagonizada por Laura Dern.
Ya desde su primera novela With Shuddering Fall de 1964, Oates ha construido un corpus literario en que se mezclan los elementos góticos con la aguda observación social. Sus trabajos reúnen los elementos típicos de este género de historias: las fuerzas inconscientes, la seducción, el incesto, la violencia, incluso la violación, a veces llevados a extremos sensacionalistas. En sus obras aparecen distintas épocas y paisajes, como la recreación del ficticio Eden County, que recuerda el condado de Yoknapatawpha, de William Faulkner; ha ambientado también la vida académica, los bajos fondos de Detroit, o los apartados bosques de Pensilvania. Si bien novelas como A Bloodsmoor Romance (Las hermanas Zinn), The Mysteries of Wintherthurn y Kindred Passions se alejan de estos lugares y épocas exóticos para acercarse a temas de actualidad como el feminismo o la exploración de las ambigüedades y fantasías sexuales. Algunos de sus libros se remontan a sucesos y circunstancias de su propia familia: Mamá; y sobre todo La hija del sepulturero.

## Influencias
En 2001, Oates afirmó que es una cuestión difícil la de las influencias que ciertas obras ejercieron sobre ella, pues estas «son muy variadas». Sin embargo, tanto de contenido como de estilo en su libro de ensayos The Faith of a Writer, Oates nombra al Lewis Carroll de Alicia en el país de las maravillas como su mayor influencia. Fue amor a primera vista. Pero hay que citar a maestros como Henry James, Henry David Thoreau, Flannery O'Connor, Ernest Hemingway y William Faulkner, o incluso al poeta Bob Dylan.
Admiró mucho a la poetisa Sylvia Plath y describió la única novela de ésta, The Bell Jar, como «una obra de arte casi perfecta». La crítica ha comparado a ambas autoras, pero Oates siempre ha desaprobado el exceso de romanticismo de Plath, por ejemplo en lo tocante al suicidio, aunque destaca el diseño de algunos de sus personajes, plenos de astucia y grandes «supervivientes». Mantuvo durante muchos años correspondencia regular con John Updike.
La preocupación de Oates con la violencia y otros tópicos tradicionalmente masculinos le ha granjeado el respeto de autores como Norman Mailer. En sus correrías por la literatura tétrica admite el lejano ascendiente de Franz Kafka, aunque también se siente muy próxima al hacer de James Joyce. En todo caso, es una buena lectora (como muestran bien sus ensayos) y además muy ecléctica, lo cual tiene asimismo sus limitaciones.
Asimismo, ella ha sido de gran influencia para escritores posteriores de todo el mundo, como Richard Ford, Antonio Muñoz Molina, Lorenzo Silva, Rodrigo Fresán, Mariana Enríquez, Álvaro Lema Mosca o Cecilia Fanti. Muchos de ellos han admitido su admiración respecto de la escritora estadounidense. Por su parte, su extensa carrera como profesora de escritura creativa a nivel universitario ha forjado una escuela propia de discípulos a lo largo de las décadas.

### Novelas
- With Shuddering Fall (1964).
- Un jardín de placeres terrenales (A Garden of Earthly Delights, 1967), trad. de Cora Tiedra, ed. Punto de Lectura en 2009.
- Gente adinerada (Expensive People, 1968), trad. de Francesc Parcerisas, ed. Laertes en 1979.
- Ellos (Them, 1969), trad. de Julieta Sucre, ed. Monte Ávila en 1978.
- Wonderland (1971).
- Do with Me What You Will (1973).
- The Assassins: A Book of Hours (1975).
- Childwold (1976).
- Son of the Morning (1978).
- Cybele (1979).
- Unholy Loves (1979).
- Bellefleur (Bellefleur, 1980), trad. de Begoña Recaséns, ed. Punto de Lectura en 2011.
- Ángel de luz (Angel of Light, 1981), trad. de Mirella Bofill, ed. Argos Vergara en 1982.
- Las hermanas Zinn (A Bloodsmoor Romance, 1982), trad. de Carmen Camps, ed. Lumen en 2005.
- Mysteries of Winterthurn (1984).
- Solsticio (Solstice, 1985), trad. de Isabel Sancho, Edicions 62 en 1987 y El Aleph en 2002.
- Marya (Marya: A Life, 1986), trad. de Carmen Franci Ventosa, ed. Versal en 1988.
- You Must Remember This (1987).
- Lives of the Twins (1987), titulada Kindred Passions en Reino Unido (como Rosamond Smith).
- American Appetites (1989).
- Soul/Mate (1989) (como Rosamond Smith).
- Because It Is Bitter, and Because It Is My Heart (1990).
- Nemesis (1990) (como Rosamond Smith).
- Snake Eyes (1992) (como Rosamond Smith).
- Puro fuego: Confesiones de una banda de chicas (Foxfire: Confessions of a Girl Gang, 1993), trad. Montserrat Serra Ramoneda, Ediciones B en 1996 y Punto de Lectura en 2008.
- What I Lived For (1994).
- Zombi (Zombie, 1995), trad. de Carmen Camps, ed. Nuevas Ediciones de Bolsillo en 2003.
- You Can't Catch Me (1995) (como Rosamond Smith).
- Qué fue de los Mulvaney (We Were the Mulvaneys, 1996), trad. de Carmen Camps, ed. Lumen en 2003.
- Double Delight (1997) (como Rosamond Smith).
- Man Crazy (1997).
- My Heart Laid Bare (1998).
- Starr Bright Will Be With you Soon (1999) (como Rosamond Smith).
- Broke Heart Blues (1999).
- Blonde (Blonde, 2000), trad. de María Eugenia Cocchini, ed. Plaza & Janés en 2000 y Alfaguara en 2012.
- The Barrens (2001) (como Rosamond Smith).
- A media luz (Middle Age: A Romance, 2001), trad. de Carmen Camps, ed. Lumen en 2008.
- I'll Take You There (2002).
- The Tattooed Girl (2003).
- Take Me, Take Me With You (2003) (como Lauren Kelly).
- Niágara (The Falls, 2004), trad. de Carmen Camps, ed. Lumen en 2005.
- The Stolen Heart (2005) (como Lauren Kelly).
- Mamá (Missing Mom, 2005), trad. de Carmen Camps, ed. Alfaguara en 2009 y Punto de Lectura en 2010.
- Blood Mask (2006) (como Lauren Kelly).
- Black Girl / White Girl (2006).
- La hija del sepulturero (The Gravedigger's Daughter, 2007), trad. de José Luis López Muñoz, ed. Alfaguara en 2008 y Punto de Lectura en 2009.
- Hermana mía, mi amor (My Sister, My Love, 2008), trad. de José Luis López Muñoz, ed. Alfaguara en 2012.
- Ave del paraíso (Little Bird of Heaven, 2009), trad. de José Luis López Muñoz, ed. Alfaguara en 2010 y Punto de Lectura en 2012.
- Mujer de barro (Mudwoman, 2012), trad. de María Luisa Rodríguez Tapia, ed. Alfaguara, en 2013.
- Daddy Love (2013).
- The Accursed (2013).
- Carthage (Carthage, 2014), trad. de José Luis López Muñoz, ed. Alfaguara, en 2014.
- The Sacrifice (2015).
- Rey de picas (Jack of Spades, 2015), trad. de José Luis López Muñoz, ed. Alfaguara, 2016.
- The Man Without a Shadow (2016).
- Un libro de mártires americanos (A Book of American Martyrs, 2017), trad. de José Luis López Muñoz, Alfaguara, 2017.
- Riesgos de los viajes en el tiempo (Hazards of Time Travel, 2018), Alfaguara, 2019.
- Delatora (My Life As a Rat, 2019),  trad. de José Luis López Muñoz, Alfaguara, 2021.
- Persecución (The Pursuit, 2019), trad. de Patricia Antón, Gatopardo Ediciones, 2020.
- Breathe (2021).
- Babysitter (2022), trad. de  Núria Molines Gallarza, Alfaguara, 2022.
- Noche. Sueño. Muerte. Las estrellas (Night. Sleep. Death. The Stars, 2020), trad. de Núria Molines Gallarza, Alfaguara, 2023.
- 48 pistas sobre la desaparición de mi hermana (48 Clues Into the Disappearance of My Sister, 2023), trad. de María Dolores Crispín, RBA, 2024.
- Carnicero (Butcher, 2024), trad. de Núria Molines Galarza, Alfaguara, 2024.
- El señor Fox (Fox, 2025), trad. de Ismael Belda Sanchís, Alfaguara, 2025.

### Novelas cortas
- The Triumph of the Spider Monkey (1976).
- I Lock My Door Upon Myself (1990).
- The Rise of Life on Earth (1991).
- Agua negra (Black Water, 1992), trad. Montserrat Serra Ramoneda, Ediciones B, en 1993.
- El primer amor (First Love: A Gothic Tale, 1996), trad. de Dimas Mas y Mercedes Cernícharo, ed. Edhasa, en 1998, y Quinteto, en 2004.
- Bestias (Beasts, 2002), trad. de Santiago Roncagliolo, ed. Papel de Liar (Global Rhythm Press), en 2010.
- Violación: una historia de amor (Rape: A Love Story, 2003), ed. Papel de Liar (Global Rhythm Press), en 2011.
- Una hermosa doncella (A Fair Maiden, 2010), trad. de María Luisa Rodríguez Tapia, ed. Alfaguara, en 2011.
- Patricide (2012).
- The Rescuer (2012).
- Tan cerca en todo momento siempre (Evil Eye: Four Novellas of Love Gone Wrong 2013) ed. Fiordo 2018.
- Cardiff junto al mar (  Cardiff, by the Sea: Four Novellas of Suspense 2020) ed. Fiordo 2021.

### Libros de relatos
- By the North Gate (1963).
- Upon the Sweeping Flood And Other Stories (1966).
- The Wheel of Love And Other Stories (1970).
- Matrimonios e infidelidades (Marriages and Infidelities, 1972), trad. de Antoni Pigrau, ed. Grijalbo, en 1983.
- The Hungry Ghosts: Seven Allusive Comedies (1974).
- The Goddess and Other Women (1974).
- Where Are You Going, Where Have You Been?: Stories of Young America (1974).
- The Seduction & Other Stories (1975).
- The Poisoned Kiss And Other Stories from the Portuguese (1975).
- Crossing the Border: Fifteen Tales (1976).
- Night-Side: Eighteen Tales (1977).
- All the Good People I've Left Behind  (1979).
- A Sentimental Education: Stories (1980).
- Last Days: Stories (1984).
- Wild Saturday (1984).
- Raven's Wing: Stories (1986).
- The Assignation: Stories (1989).
- Oates In Exile (1990).
- Heat And Other Stories (1991).
- Where Is Here?: Stories (1992).
- Where Are You Going, Where Have You Been?: Selected Early Stories (1993).
- Haunted: Tales of the Grotesque (1994).
- Demon and other tales (1996).
- Will You Always Love Me? And Other Stories (1996).
- The Collector of Hearts: New Tales of the Grotesque (1998).
- Infiel (Faithless: Tales of Transgression, 2001), trad. de Carmen Camps, ed. Alfaguara en 2010.
- I Am No One You Know: Stories (2004).
- La hembra de nuestra especie (The Female of the Species: Tales of Mystery and Suspense, 2006), trad. de Gregorio Cantera, ed. Edaf en 2006.
- High Lonesome: New & Selected Stories, 1966-2006 (2006).
- The Museum of Dr. Moses: Tales of Mystery and Suspense (2007).
- Wild Nights!: Stories about the Last Days of Poe, Dickinson, Twain, James, and Hemingway  (2008).
- Dear Husband (2009).

- Sourland: Stories (2010).
- Dame tu corazón (Give Me Your Heart: Tales of Mystery and Suspense, 2011), trad. de Patricia Antón, ed. Gatopardo Ediciones en 2017.
- The Corn Maiden and Other Nightmares (2011).
- Black Dahlia & White Rose (2012).
- High Crime Area: Tales of Darkness and Dread (2014).
- Mágico, sombrío, impenetrable (Lovely, Dark, Deep: Stories, 2014), trad. de Jóse Luis López Muñoz, ed. Alfaguara en 2016.
- El señor de las muñecas y otros cuentos de terror (The Doll-Master and Other Tales of Terror, 2016), trad. de Laura Vidal, ed. Alba en 2017.
- Desmembrado (DIS MEM BER and Other Stories of Mistery and Suspense (2017), trad. de Patricia Antón, ed. Gatopardo en 2018.
- Beautiful Days: Stories (2018).
- Night-Gaunts and Other Tales of Suspense (2018).
- Zero-Sum (2023).

### Poesía
- Women In Love and Other Poems (1968).
- Anonymous Sins & Other Poems (1969).
- Love and Its Derangements (1970).
- Angel Fire (1973).
- Dreaming America (1973).
- The Fabulous Beasts (1975).
- Season of Peril (1977).
- Women Whose Lives Are Food, Men Whose Lives Are Money (1978).
- Invisible Woman: New and Selected Poems (1970-1982) (1982).
- The Time Traveler (1989).
- Tenderness (1996).

### Teatro
- Miracle Play (1974).
- Three Plays (1980).
- In Darkest America (1991).
- I Stand Before You Naked (1991).
- Twelve Plays (1991) (incluyendo Black).
- The Perfectionist and Other Plays (1995).
- New Plays (1998).
- Dr. Magic: Six One Act Plays (2004).
- Wild Nights! and Grandpa Clemens & Angelfish 1906: Two One Act Plays (2009).

### No ficción
- The Edge of Impossibility: Tragic Forms in Literature (1972).
- The Hostile Sun: The Poetry of D.H. Lawrence (1973).
- New Heaven, New Earth: The Visionary Experience in Literature (1974).
- Contraries: Essays (1981).
- The Profane Art: Essays & Reviews (1983).
- Del boxeo (On Boxing, 1987), trad. de José Arconada, ed. Tusquets en 1990 y Punto de Lectura en 2012.
- (Woman) Writer: Occasions and Opportunities (1988).
- George Bellows: American Artist (1995).
- Where I've Been, And Where I'm Going: Essays, Reviews, and Prose (1999).
- The Faith of A Writer: Life, Craft, Art (2003), artículos y entrevistas.
- Uncensored: Views & (Re) views (2005), ensayos de literatura.
- The Journal of Joyce Carol Oates: 1973-1982  (2007).
- In Rough Country: Essays and Reviews (2010).
- Memorias de una viuda (A Widow's Story: A Memoir, 2011), trad. de María Luisa Rodríguez Tapia, ed. Alfaguara en 2011.
- The Lost Landscape: A Writer's Coming of Age (2015).
- Soul at the White Heat: Inspiration, Obsession, and the Writing Life (2016).

### Libros para jóvenes
- Como bola de nieve (Big Mouth & Ugly Girl, 2002), trad. de Isabel González-Gallarza, ed. SM en 2002.
- Pequeñas Avalanchas y La vida después del colegio y otras historias (Small Avalanches and Other Stories, 2003), libro publicado en español en dos tomos por la editorial Norma.
- Monstruo de ojos verdes (Freaky Green Eyes, 2003), trad. de María Dolores Crispín, ed. SM en 2005.
- Sexy (Sexy, 2005), trad. de Xohana Bastida Calvo, ed. SM en 2006.
- After the Wreck, I Picked Myself Up, Spread My Wings, and Flew Away (2006).
- Two or Three Things I Forgot to Tell You (2012).

### Libros para niños
- Come Meet Muffin! (1998).
- Where Is Little Reynard? (2003).
- Naughty Chérie! (2008).